# Liga Premier de Azerbaiyán 2021-22
La Premier League de Azerbaiyán 2021-22 fue la 30 temporada de la Premier League de Azerbaiyán. La temporada comenzó el 14 de agosto de 2021 y finalizó el 21 de mayo de 2022. 

## Formato
Los ocho equipos participantes jugaron entre sí todos contra todos cuatro veces totalizando 28 partidos cada uno, al término de la fecha 28 el primer clasificado obtuvo un cupo para la primera ronda de la Liga de Campeones 2022-23, mientras que el segundo y tercer clasificado obtuvieron un cupo para la segunda ronda de la Liga Europa Conferencia 2022-23.
Un tercer cupo para la segunda ronda de la Liga Europa Conferencia 2022-23 fue asignado al campeón de la Copa de Azerbaiyán.

## Equipos participantes
El 6 de abril de 2022 la Premier League de Azerbaiyán aprobó el cambio de nombre del Keshla FK a Shamakhi FK.
| Equipo      | Ciudad   | Estadio                            | Capacidad |
| ----------- | -------- | ---------------------------------- | --------- |
| Gabala      | Qabala   | Gabala City Stadium                | 2000      |
| Shamakhi FK | Bakú     | Inter Arena                        | 8125      |
| Neftçi Bakú | Bakú     | Bakcell Arena                      | 10 500    |
| Qarabağ     | Bakú     | Azersun Arena                      | 5800      |
| Sabah       | Bakú     | Alinja Arena                       | 13 000    |
| Səbail      | Səbail   | Bayil Stadium                      | 5000      |
| Sumgayit    | Sumqayit | Kapital Bank Arena                 | 1500      |
| Zira        | Bakú     | Zira Olympic Sport Complex Stadium | 1500      |

## Clasificación
| Pos. | Equipo      | Pts. | PJ | G  | E | P  | GF | GC | Dif. | Clasificación 2022–23                       |
| ---- | ----------- | ---- | -- | -- | - | -- | -- | -- | ---- | ------------------------------------------- |
| 1    | Qarabağ (C) | 69   | 28 | 21 | 6 | 1  | 72 | 13 | +59  | Primera ronda de la Liga de Campeones       |
| 2    | Neftçi Bakú | 50   | 28 | 15 | 5 | 8  | 42 | 31 | +11  | Segunda ronda de la Liga Europa Conferencia |
| 3    | Zira        | 47   | 28 | 13 | 8 | 7  | 33 | 27 | +6   | Segunda ronda de la Liga Europa Conferencia |
| 4    | Qäbälä      | 45   | 28 | 12 | 9 | 7  | 38 | 34 | +4   | Segunda ronda de la Liga Europa Conferencia |
| 5    | Sabah       | 41   | 28 | 12 | 5 | 11 | 42 | 34 | +8   |                                             |
| 6    | Sumgayit    | 22   | 28 | 5  | 7 | 16 | 22 | 46 | −24  |                                             |
| 7    | Shamakhi FK | 22   | 28 | 5  | 7 | 16 | 25 | 49 | −24  |                                             |
| 8    | Sabail      | 15   | 28 | 4  | 3 | 21 | 17 | 57 | −40  |                                             |

 Fuente: Soccerway
Notas:
1. ↑  Debido a que el campeón de la Copa de Azerbaiyán 2021-22 (Qarabağ) estaba clasificado para la Liga de Campeones mediante su posición en la liga, el cupo que otorga dicho torneo en la Liga Europa Conferencia, pasó al cuarto clasificado.
2. 1 2  Puntos en partidos directos: Sumgayit 7, Shamakhi 4.

## Resultados
Los clubes jugaron entre sí en cuatro ocasiones para un total de 28 partidos cada uno.
| Local \ Visitante | GAB | NEF | QAR | SAB | SEB | SHA | SUM | ZIR |
| ----------------- | --- | --- | --- | --- | --- | --- | --- | --- |
| Qäbälä            | —   | 1–1 | 0–0 | 1–3 | 5–0 | 2–1 | 2–1 | 1–1 |
| Neftçi Baku       | 2–2 | —   | 1–2 | 1–2 | 1–0 | 3–0 | 0–0 | 2–1 |
| Qarabağ           | 2–0 | 4–0 | —   | 5–1 | 3–0 | 1–0 | 2–0 | 2–0 |
| Sabah             | 0–2 | 1–2 | 1–2 | —   | 0–1 | 2–1 | 3–0 | 3–3 |
| Sabail            | 0–2 | 1–3 | 3–1 | 0–3 | —   | 1–2 | 1–0 | 1–2 |
| Shamakhi          | 2–3 | 3–2 | 1–1 | 2–0 | 2–2 | —   | 0–2 | 0–2 |
| Sumgayit          | 0–0 | 1–1 | 0–4 | 2–0 | 2–0 | 1–3 | —   | 0–3 |
| Zira              | 1–2 | 1–2 | 1–1 | 1–1 | 3–1 | 2–0 | 1–0 | —   |

| Local \ Visitante | GAB | NEF | QAR | SAB | SEB | SHA | SUM | ZIR |
| ----------------- | --- | --- | --- | --- | --- | --- | --- | --- |
| Qäbälä            | —   | 1–0 | 0–2 | 1–1 | 2–0 | 1–1 | 1–1 | 0–0 |
| Neftçi Baku       | 4–0 | —   | 1–2 | 1–0 | 2–0 | 3–1 | 2–1 | 1–1 |
| Qarabağ           | 5–1 | 4–1 | —   | 1–1 | 5–1 | 8–0 | 5–0 | 0–0 |
| Sabah             | 3–0 | 0–1 | 0–1 | —   | 1–0 | 5–1 | 2–2 | 3–1 |
| Sabail            | 3–0 | 0–1 | 0–3 | 0–2 | —   | 0–3 | 1–1 | 0–1 |
| Keshla            | 0–1 | 1–2 | 0–0 | 0–1 | 0–0 | —   | 1–1 | 0–1 |
| Sumgayit          | 0–4 | 0–2 | 0–3 | 0–3 | 5–0 | 2–0 | —   | 0–1 |
| Zira              | 0–3 | 1–0 | 0–3 | 2–0 | 2–1 | 0–0 | 1–0 | —   |

## Goleadores
- Actualizado al 24 de abril 2022
| Pos. | Jugador           | Club     | Goles |
| ---- | ----------------- | -------- | ----- |
| 1    | Joy-Lance Mickels | Sabah    | 11    |
| 1    | Davit Volkovi     | Zira     | 11    |
| 3    | Filip Ozobić      | Qarabağ  | 10    |
| 3    | Ibrahima Wadji    | Qarabağ  | 10    |
| 5    | Abdellah Zoubir   | Qarabağ  | 8     |
| 5    | Kady              | Qarabağ  | 8     |
| 5    | Tiago Bezerra     | Neftçi   | 8     |
| 8    | Isnik Alimi       | Gabala   | 7     |
| 8    | Musa Gurbanli     | Qarabağ  | 7     |
| 10   | Ulvi Isgandarov   | Gabala   | 6     |
| 10   | Ramil Sheydayev   | Qarabağ  | 6     |
| 10   | Aleksey Isayev    | Sabah    | 6     |
| 10   | Felipe Santos     | Shamakhi | 6     |